# Aldobrandino I d'Este
Aldobrandino I d'Este (Ferrara, 1190 circa – Ancona, 10 ottobre 1215) fu il secondo Marchese di Ferrara della famiglia Este.

## Biografia

### Infanzia

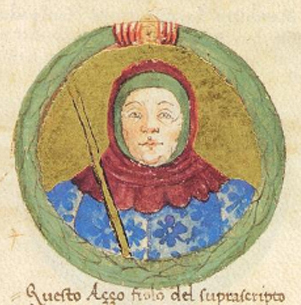
Azzo VI d'Este in una miniatura

Aldobrandino era figlio di Azzo VI, signore di Ferrara e Ancona, e di Sofia degli Aldobrandini e fratello di Azzo VII detto il Novello.

### Ascesa e carriera militare

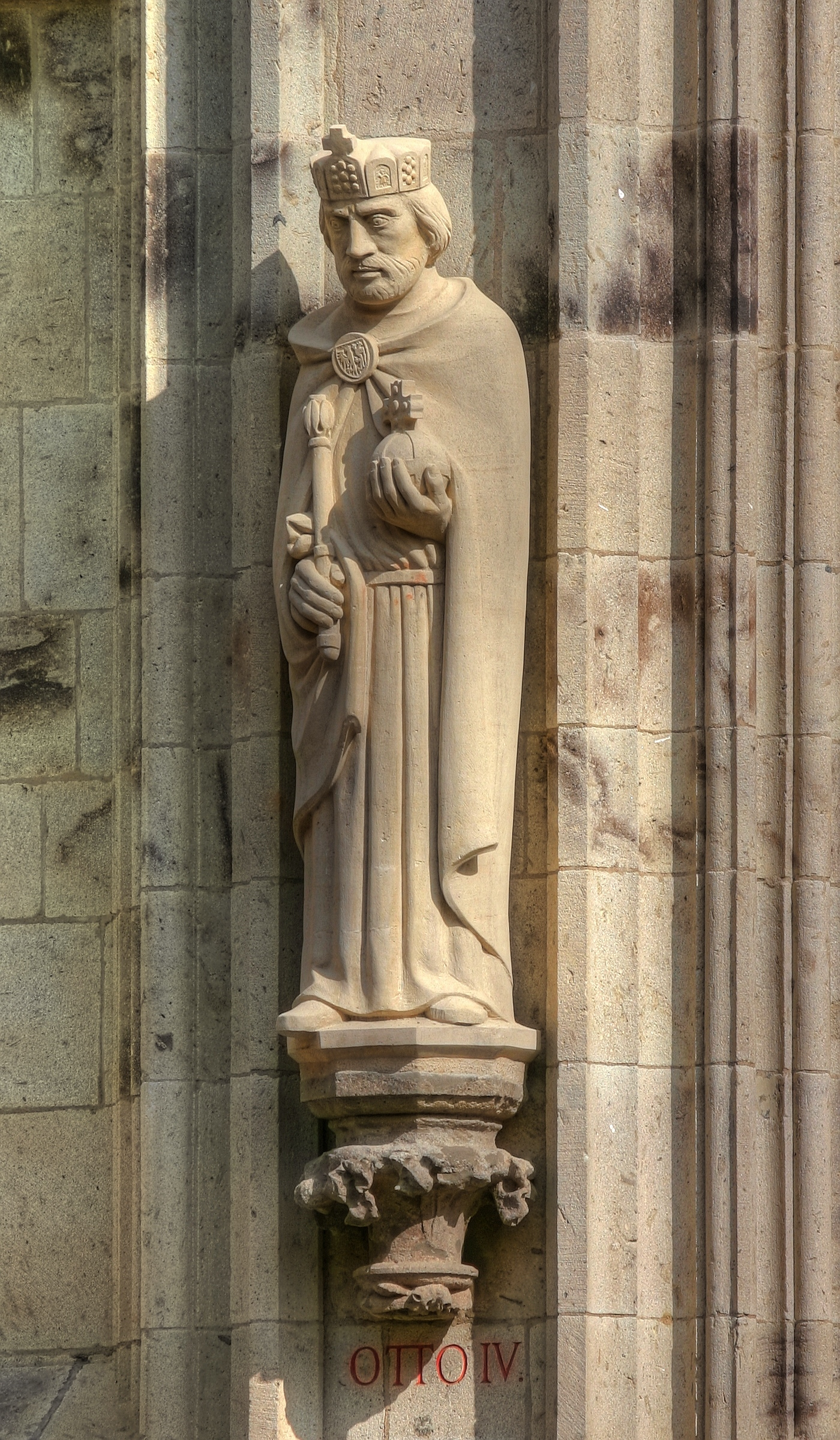
Ottone IV di Brunswick, scultura sulla parete ovest della torre civica del Municipio di Colonia

Aldobrandino d'Este, dopo la morte del padre, ereditò il titolo di signore di Ferrara. In conseguenza della guerra contro i Padovani, nel 1213 perse Este, Montagnana e Scodosia.
Fu, come il padre, un oppositore dell'imperatore Ottone IV ed un sostenitore del papa Innocenzo III e del futuro imperatore, Federico II. Dovette difendere la Marca di Ancona, insidiata dai conti di Celano, e la zona del Polesine, ambita dal Comune di Padova e da Ezzelino II.

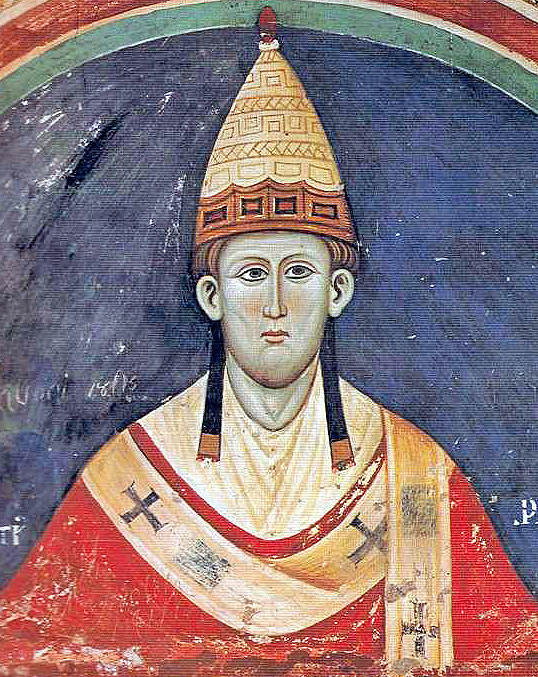
Papa Innocenzo III

In un primo scontro con Padova fu costretto alla resa e, al suo rientro a Ferrara, dovette raggiungere un compromesso con la potente famiglia dei Salinguerra. Immediatamente dopo partì alla volta delle Marche, su precisa indicazione di Innocenzo III, per sottomettere al volere papale quelle terre.
Per organizzare la spedizione fu costretto a chiedere aiuto ai banchieri di Firenze e il fratello (il futuro Azzo VII) venne mandato in garanzia della restituzione del prestito. All'inizio la campagna militare ebbe successo, ed i Celano vennero sconfitti.

### Morte

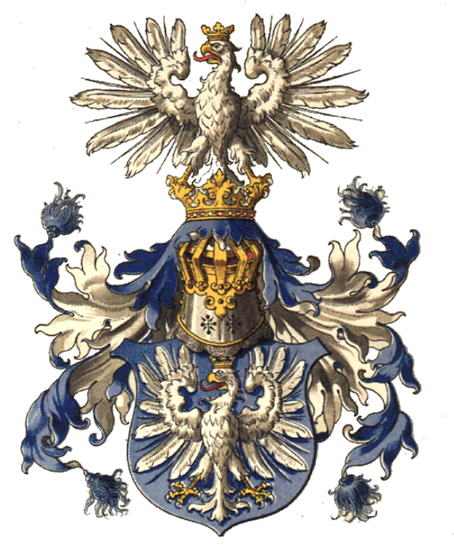
Stemma di Casa d'Este

Nel 1215, in seguito a circostanze non chiarite (probabilmente avvelenato dal fratello), morì a soli 25 anni. La moglie, incinta del legittimo erede Contardo, venne allontanata dalla corte. Gli Este, da quel momento, perdettero ogni influenza sulla Marca Anconitana; fino al 1330 rivendicarono il titolo di marchesi di Ancona, anche se ormai privo di corrispondenza con la realtà.
Alcuni anni dopo la morte di Aldobrandino I, nel 1222, la famiglia Salinguerra riconquistò Ferrara, e solo nel 1240, con Azzo VII, gli Este riuscirono a ristabilire il potere in maniera risolutiva.

## Discendenza
Aldobrandino ebbe tre figli dal primo matrimonio e uno dal secondo:
- Beatrice (1215-1245) che, sposando nel 1234 Andrea II d'Ungheria, divenne regina d'Ungheria
- Bonifazio
- Alessina
- Contardo (1216-1249), dalle seconde nozze con Donna Contardi

## Ascendenza
|                       |   |                    | Genitori |  |  | Nonni |  |  | Bisnonni        |  |  | Trisnonni      |  |
|                       |   |                    |          |  |  |       |  |  | Obizzo I d'Este |  |  | Folco I d'Este |  |
|                       |   |                    |          |  |  |       |  |  | Obizzo I d'Este |  |  | Folco I d'Este |  |
|                       |   | …                  |          |  |  |       |  |  | Obizzo I d'Este |  |  |                |  |
| Azzo V d'Este         |   |                    |          |  |  |       |  |  | Obizzo I d'Este |  |  |                |  |
|                       |   | Sofia da Lendinara | …        |  |  |       |  |  |                 |  |  |                |  |
|                       |   | Sofia da Lendinara | …        |  |  |       |  |  |                 |  |  |                |  |
|                       |   | Sofia da Lendinara | …        |  |  |       |  |  |                 |  |  |                |  |
| Azzo VI d'Este        |   | Sofia da Lendinara |          |  |  |       |  |  |                 |  |  |                |  |
|                       |   | …                  | …        |  |  |       |  |  |                 |  |  |                |  |
|                       |   | …                  | …        |  |  |       |  |  |                 |  |  |                |  |
|                       |   | …                  | …        |  |  |       |  |  |                 |  |  |                |  |
| …                     |   | …                  |          |  |  |       |  |  |                 |  |  |                |  |
|                       |   | …                  | …        |  |  |       |  |  |                 |  |  |                |  |
|                       |   | …                  | …        |  |  |       |  |  |                 |  |  |                |  |
|                       |   | …                  | …        |  |  |       |  |  |                 |  |  |                |  |
| Aldobrandino I d'Este |   | …                  |          |  |  |       |  |  |                 |  |  |                |  |
|                       | … | …                  |          |  |  |       |  |  |                 |  |  |                |  |
|                       | … | …                  |          |  |  |       |  |  |                 |  |  |                |  |
|                       | … | …                  |          |  |  |       |  |  |                 |  |  |                |  |
| …                     | … |                    |          |  |  |       |  |  |                 |  |  |                |  |
|                       |   | …                  | …        |  |  |       |  |  |                 |  |  |                |  |
|                       |   | …                  | …        |  |  |       |  |  |                 |  |  |                |  |
|                       |   | …                  | …        |  |  |       |  |  |                 |  |  |                |  |
| Sofia Aldobrandini    |   | …                  |          |  |  |       |  |  |                 |  |  |                |  |
|                       |   | …                  | …        |  |  |       |  |  |                 |  |  |                |  |
|                       |   | …                  | …        |  |  |       |  |  |                 |  |  |                |  |
|                       |   | …                  | …        |  |  |       |  |  |                 |  |  |                |  |
| …                     |   | …                  |          |  |  |       |  |  |                 |  |  |                |  |
|                       |   | …                  | …        |  |  |       |  |  |                 |  |  |                |  |
|                       |   | …                  | …        |  |  |       |  |  |                 |  |  |                |  |
|                       |   | …                  | …        |  |  |       |  |  |                 |  |  |                |  |
|                       |   | …                  |          |  |  |       |  |  |                 |  |  |                |  |